# حصار الرستن وتلبيسة
اجتياح الرستن وتلبيسة هوَ حصار عسكري فرضته السلطات السوريَّة على مدينتي تلبيسة والرستن المُتجاورتين في مُحافظة حمص ابتداءً من يوم 29 مايو 2011 رداً على حركة الاحتجاجات المستمرة فيهما. أُرسلَ الجيش السوري بآلياته الثقيلة مثل الدبابات والمدرعات لحصار المدينتين، واستخدمت القذائف المدفعية في قصفهما، مما أدى إلى تهديم العديد من أبنيتهما. حسب أحدث الأرقام من وكالتي البي بي سي والجزيرة فقد بلغ إجماليُّ عدد القتلى جرَّاء الحصار حوالي 74 شخصاً من المدنيين. أما القنوات السورية الرسميَّة فقد صرَّحت بأن عناصر إرهابيّة مسلحة كانت متوَاجدة داخل المدينتين، وأنها قتلت 8 من رجال الأمن فيهما وأصابت 14 آخرين. بعدَ الحصار بأربع أشهر تقريباً وقعت المدينة تحتَ شبه سيطرة الجيش السوري الحر المؤلف من جنود منشقين عن الجيش السوري، وهوَ ما دفعَ الجيش السوري إلى إعادة اقتحام المدينة لكي تبدأ معركة الرستن وتلبيسة بين الجيش والجيش الحر، والتي راحَ ضحيتها أكثر من 130 قتيلاً.

## الخلفية
بدأت أولى شرارات الاحجتاجات في المدينتين بالاندلاع يومَ السبت 16 أبريل، أي قبل فرض الحصار بشهر ونصف. ففي ذلك اليوم اعتصم عدد من المُتظاهرين في إحدى ساحات مدينة تلبيسة، لكن سُرعان ما باغتتهم مجموعة من سيَّارات الأمن وأطلقت عليهم النار مسقطة 4 قتلى. وفي اليَوم التالي 17 أبريل ما لبثت أن جاءت قوَّات من الأمن مَدعومة بوحدات من الجيش مع مدرعات وآليات ثقيلة إلى المدينة وحاصرتها هيَ وبلدة الرستن المُجاورة، لكن مع ذلك فقد خرجت مظاهرة لتشييع أحد قتلى اليوم السَّابق، فأطلق الأمن عليها النار وقتل 4 أشخاص آخرين من المشيعين. كما أخذت آليات الجيش الثقيلة بالتوغل في مُختلف مناطق تلبيسة خلال ذلك اليوم. وفي يوم الإثنين 18 أبريل خرجت مظاهرة جديدة لتشييع قتلى تلبيسة الثمانية.
وبعد أسبوع ونصف من ذلك انضمت مدينة الرستن إلى تلبيسة، حيث خرجت مظاهرات فيها يوم الجمعة 29 أبريل، لكن الأمن جابهها بالرَّصاص الحي فسقط 13 قتيلاً بين المتظاهرين، بينما قالت مصادر أخرى أن الرَّقم بلغ 17 قتيلاً، وقد شيَّع مُتظاهرون هؤلاء القتلى لاحقاً بعدَ بضعة أيَّام. وكان قد أعلن في يوم الجمعة خلال المُظاهرة استقالة حوالي 50 عضواً في حزب البعث من سكان الرستن مرَّة واحدة، فأصبحت الأجوَاء أكثر توتراً بذلك. وفي يوم الثلاثاء 3 مايو أوفد حزب البعث السوري الحاكم إلى مدينة الرستن ممثلاً له يُدعى «صبحي حرب» للتفاوض معَ الأهالي إثر مظاهرات الأيَّام السَّابقة، وكانت تهدف هذه المفاوضات إلى تسليم بضع مئات من السكان إلى قوَّات الأمن بصفتهم مطلوبين. غير أن الأمر لم يَنجح، إذ جاء ردُّ الأهالي بالرَّفض على طلب الأمن، فما كان منه إلا أن جاءَ مباشرة بدبابات وآليَّات عسكريَّة ثقيلة ورَابط بها عندَ المدخل الشماليِّ للرستن. كما شهدت مدينة تلبيسة تجدداً للمظاهرات خلال يوم الأربعاء 11 مايو مساءً تضامناً مع المدن المحاصرة في سوريا.
وبعدَ فترة قصيرة من الهُدوء عاودت المٌظاهرات الخروج في الرستن يوم الأربعاء 18 مايو، ثم خرجت في الرستن وتلبيسة معاً يومَ جمعة الحرية 20 مايو وهتفت بإسقاط النظام. وتكرَّرت هتافات إسقاط النظام هذه مجدداً ضمن مظاهرة في الرستن خلال جمعة حماة الديار 27 مايو، أثناء مظاهرة ضخمة شارك فيها حوالي 30,000 شخص حسب الجزيرة. وإثر هذه المُظاهرات المتكرِّرة، فقد حشدَ الجيش السوري قواته يوم 28 مايو وتوجه نحوَ المدينتين لحصارهما وإخماد حركة الاحتجاجات المستمرَّة منذ أكثر من شهرٍ فيهما.

## الاجتياح
بدأ الاجتياح في فجر يوم الأحد 29 مايو، عندما تقدَّمَ الجيش السوري نحوَ المدينتين وطوَّقهما بالدبابات والمدفعية، ثمَّ باشر بإيقاف السَّير في جميع الطرق المؤدية إليهما وتحويلها إلى طرق أخرى وبقطع خدمات الاتصالات والماء والكهرباء عنهما. وفي اليوم ذاته، خرجت مُظاهرات في مدينتي الرستن وتلبيسة هتفت بإسقاط النظام الحاكم، فردَّ الجيش السوريُّ بإطلاق الرصاص الحي عليها مسقطاً عشرات الجرحى بين المُتظاهرين و11 قتيلاً من ضمنهم الطفلة هاجر الخطيب التي أطلقت النار على حافلة كانت تقلها قربَ الرستن. ولاحقاً قيل أن إطلاق الرَّصاص استمرََّ في شوارع المدينتين المحاصرتين، بينما انضمت بلدة تير معلة إليهما في حصارها. ولم تتغيَّر الحال في اليوم التالي 30 مايو، حيث واظبت دبابات الجيش على حصارها للمدن الثلاث. في حين عاودت القوَّات حول تلبيسة قصف المدينة ونشر القناصين فيها عند فجر اليوم ذاته مُستهدفة به وسط المدينة، وذلك قبل البدأ بالتحرك - بما في ذلك الدبابات - لدُخول أحيائها، وذكر أنها قتلت 3 مدنيين وأصابت 10 آخرين خلال عمليَّة الدخول هذه. وشهدَ باقي اليَوم شن الجيش لهُجوم عنيف على تلبيسة من إطلاق النار إلى القصف بالمدفعية، سقط خلاله أكثر من 100 جريح، ولم يُعثر على مكان مُناسب لإيواء هؤلاء الجرحى نظراً إلى استيلاء قوات الحُكومة على مستشفى المدينة.
في يوم الثلاثاء 31 مايو استمرَّ حصار المدينتين بلا توقف، ووردت أنباء عن سقوط قتيل جديد في الرستن لكي يَرتفع المجموع إلى 15 قتيل منذ بداية الحصار. وقد شهدت الرستن عدة تطورات في ذلك اليوم، إذ تجمَّعَ الأهالي عند مركز الشرطة في البلدة واقتحموه ونهبوا كل الأسلحة الموجودة فيه، بينما أطلقت قوات الجيش النار مجدداً في الشوارع. سقط قتيل جديد لاحقاً يوم الأربعاء 1 يونيو، رافعاً الحَصيلة إلى 16 شخصاً منذ بداية الحصار. وفي اليوم ذاته أعلن الإعلام السوري الرسمي سقوط 3 قتلى في المُقابل بين رجال الأمن، خلال ما قال أنها عمليَّات قبض على مجموعات مسلحة. في حين قالت وكالات للأنباء أن القصف استمرَّ من كافة الجهات على مدينة الرستن، مما أدَّى إلى وُصول عدد القتلى فيها إلى 41 شخصاً، بينما قال المرصد السوري لحقوق الإنسان أن مجموع قتلى الأيام الأربعة بلغ 43 في الوَاقع.
في يوم الخميس 2 يونيو استمرَّ تضييق الحصار على الرستن، بينما شنت قوات الأمن هجوماً جديداً عليها سقط خلاله 15 قتيلاً من المدنيين، في الأثناء التي عاودت فيها قصف المدينة بعُنف مستخمة الأسلحة الثقيلة، مما تسبَّب بتهديم مسجدين وسوق كبير. كما دخل الأمن المدينة وبدأ بتنفيذ حملة اعتقالات داخلها، ثم أعلن حظر التجول في شوارعها. وقد بدأت في اليوم ذاته حملة تفتيش ومداهمات وَاسعة في تلبيسة، انتهت بإلقاء القبض على ما يَزيد عن 250 مدنياً من أهاليها. كما قيل أن قوَّات الأمن أعدمت بضع مرَّات جُنوداً رمياً بالرَّصاص لرفضهم قتل المُتظاهرين. قصفت المدينتان مجدداً يومَ جمعة أطفال الحرية 3 يونيو بالأسلحة الثقيلة وقذائف المدفعيَّة مما أدى إلى انهيار مبانٍ ومنازل كلياً فيهما ومقتل من كانوا داخلها، بينما هاجمت قوَّات الأمن بعض الهاربين من المدينتين في عمليَّة سقط خلالها قتيلان مدنيَّان، وبذلك ومعَ تقارير جديدة عن القتلى وَصل المجموع إلى 74 قتيلاً في صفوف سكان المدينتين خلال أيَّام الحصار الخمسة. ولم يَكتفي الجيش بالحصار فقط في ذلك اليَوم، فقد بدأ باقتحام المَدينة ودخل منطقة «الرستن التحتاني» (وهيَ جزء من مدينة الرستن) وسيطر عليها، بينما حاولَ جاهداً دُخول المنطقة الأخرى «الرستن الفوقاني»، غير أن الأهالي منعوه من ذلك. وقد سقط لاحقاً في يوم 4 يونيو 7 قتلى جُدد في الرستن.
وبعدَ انقضاء الأيام السبعة الأولى من الحصار، توقفت العمليَات العسكرية في المدينتين وعادَ الهدوء إليهما نسبياً، في ظل انتشار أمني وعسكري كثيف ومستمر. ولم تعد المظاهرات للخروج مُجدداً في أي من المدينتين[بحاجة لمصدر] حتى يوم 17 يونيو، عنما خرجت مسيرات حاشدة في الرستن تحت شعار «جمعة الشيخ صالح العلي»، وذلك وفق «حركة الضباط الشرفاء» في المدينة التي أعلن 10 ضباط على الأقل انضمامهم إليها وانشقاقهم عن الجيش خلال الفترة السابقة. كما تكررت هذه المُظاهرات في يوم 24 يونيو تحت شعار «جمعة سقوط الشرعيَّة»، عندما انضمَّت إليها تلبيسة هيَ الأخرى في اليوم ذاته للمرة الأولى منذ بدء الحصار. من جهة أخرى، سقط قتيل جديد في تلبيسة - ربما للمرة الأولى أو إحدى المرات الأولى منذ انتهاء الحملة الأمنية الأساسية على المدينتين في الأسبوع الأول للحصار - في يوم الإثنين 25 يوليو برصاص رجال الأمن، وذلك وفق «لجان التنسيق المحلية» في سوريا.

## ما بعدَ الحصار
بعدَ انتهاء الحملة الأمنية والعسكرية على منطقة الرستن وتلبيسة في 4 يونيو 2011، ظلَّت المنطقة تخضع لحصار الجيش واستمرَّ التواجد الأمني الكثيف فيها لقمع الاحتجاجات المناهضة لنظام الأسد. لكن خلال الشهور الأربعة التي تلت ذلك بدأت الانشقاقات بالتزايد في صُفوف الجيش، وتشكلت «كتيبة خالد بن الوليد» تحتَ لواء الجيش السوري الحر في المنطقة في أوائل شهر أغسطس، وأخذت هذه الكتيبة بشن عمليات عسكرية ضدَّ قوات الأمن المتواجدة في المنطقة، ومعَ تزايد وتيرة العمليات وتكبُّد الأمن خسائر كبيرة جاءَ الجيش السوري بقوَّات ضخمة إلى المنطقة في أواخر شهر سبتمبر، وبدأ اجتياحها في 27 سبتمبر 2011 تحديداً لكي تبدأ معركة الرستن وتلبيسة بين الجيش الحر والجيش السوري.